# Обсерваторія Грін-Банк
Обсерваторія Грін-Банк (Green Bank Observatory, раніше Національна радіоастрономічна обсерваторія, Грін-Банк) — астрономічна обсерваторія, розташована в Національній зоні радіотиші в Грін-Банку, Західна Вірджинія, США. Вона є оператором Грін-Банкського телескопа, найбільшого у світі повністю рухомого радіотелескопа.
Обсерваторія була створена як Національна радіоастрономічна обсерваторія під керівництвом Національного наукового фонду у 1956 році та здійснила свої перші спостереження в 1958 році. Вона служила штаб-квартирою Національної радіоастрономічної обсерваторії до 1966 року, після чого об'єкт став відомий як Національна радіоастрономічна обсерваторія, Грін-Банк.
У жовтні 2016 року обсерваторія стала незалежною установою, відповідно до рекомендації 2012 року, згідно з якою Національний науковий фонд мав повністю відмовився від об'єкта до 1 жовтня 2016 року.
Згодом обсерваторія Грін-Банк зберегла часткове фінансування Національного наукового фонду, уклала приватні контракти та уклала партнерство з Університетом Західної Вірджинії. Вона керується неприбутковою організацією Associated Universities згідно з угодою про співпрацю з Національним науковим фондом.

## Активні телескопи

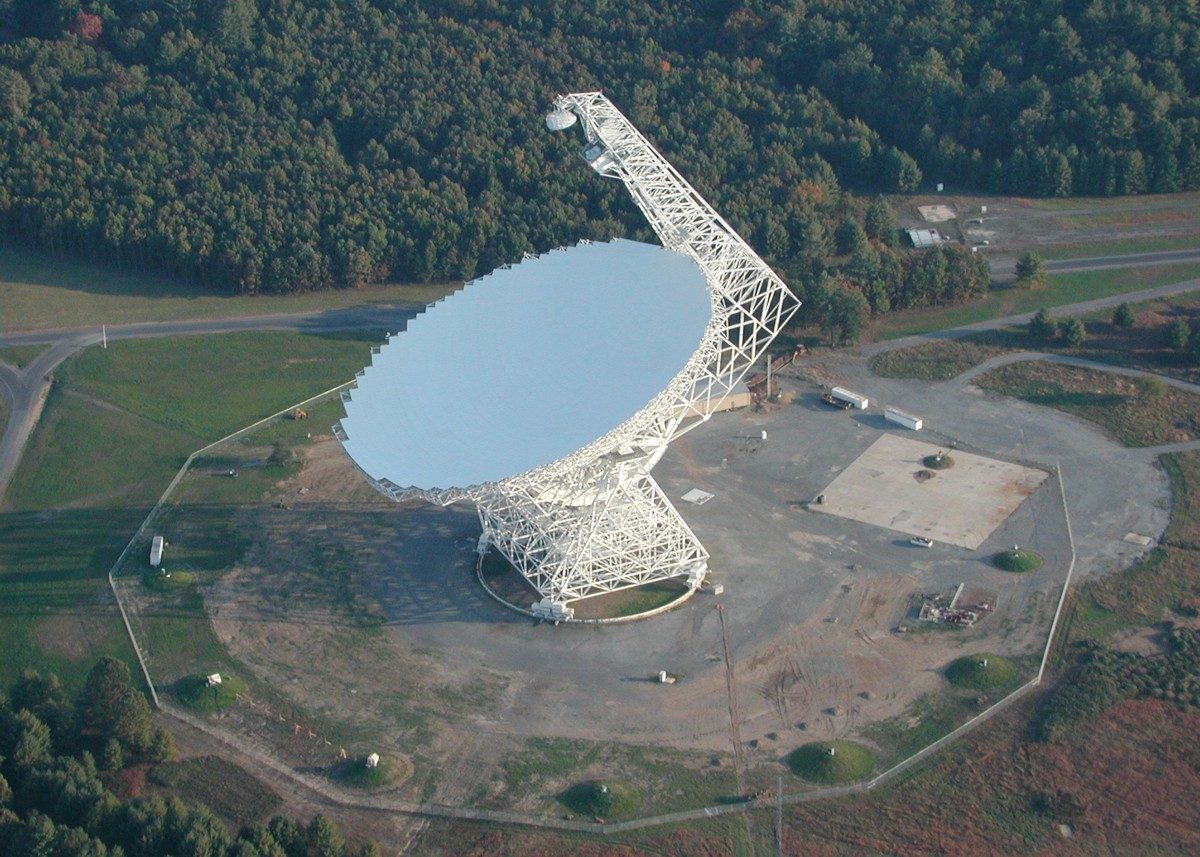
Грін-Банкський телескоп Роберта С. Берда

- Грін-Банкський телескоп Роберта С. Берда[9]
- 140-футовий телескоп (43 м)[19][20]
- 20-метровий телескоп[19]
- 40-футовий телескоп[en][19]

## Історичні та інші телескопи

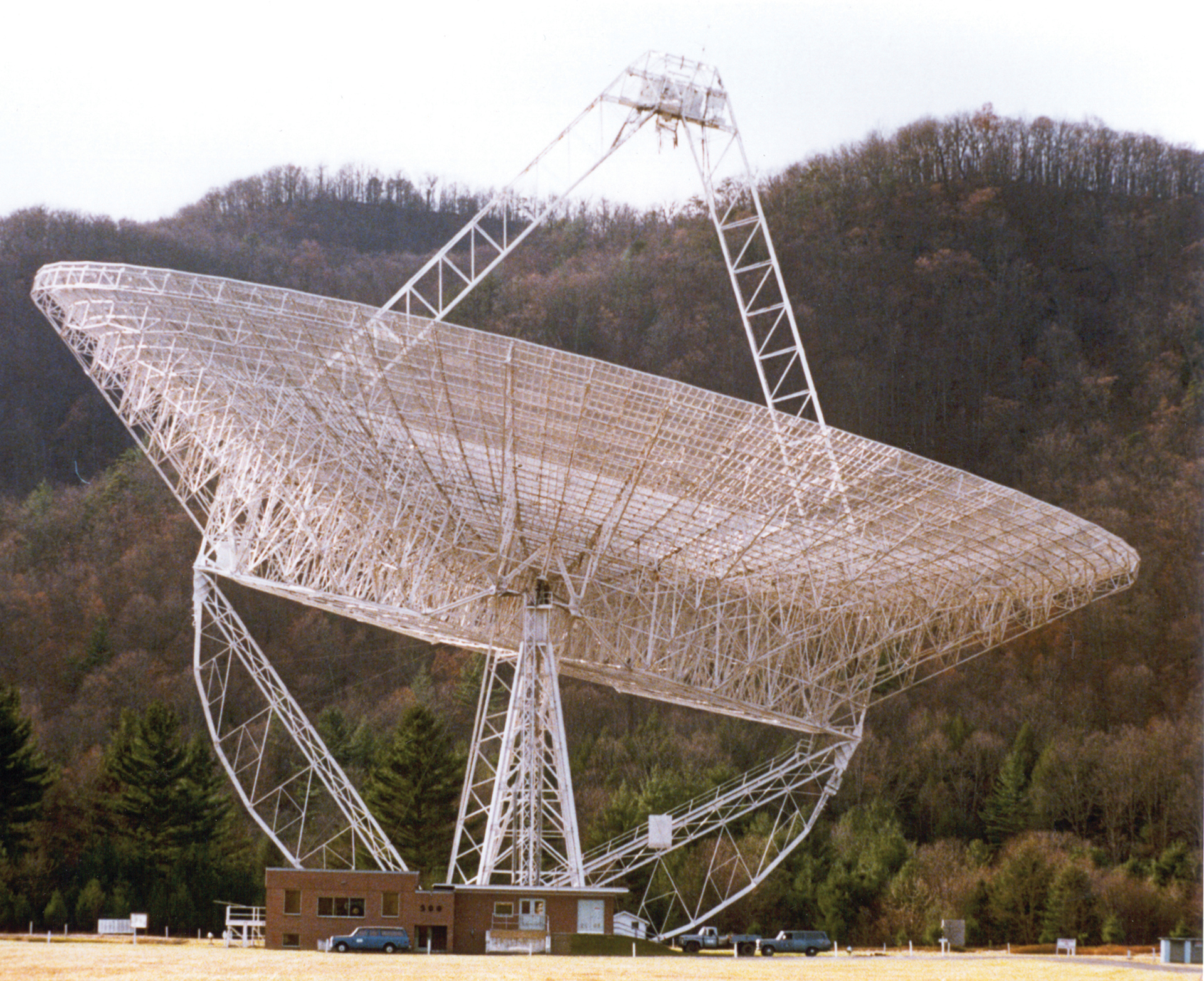
300-футовий телескоп в день колапсу

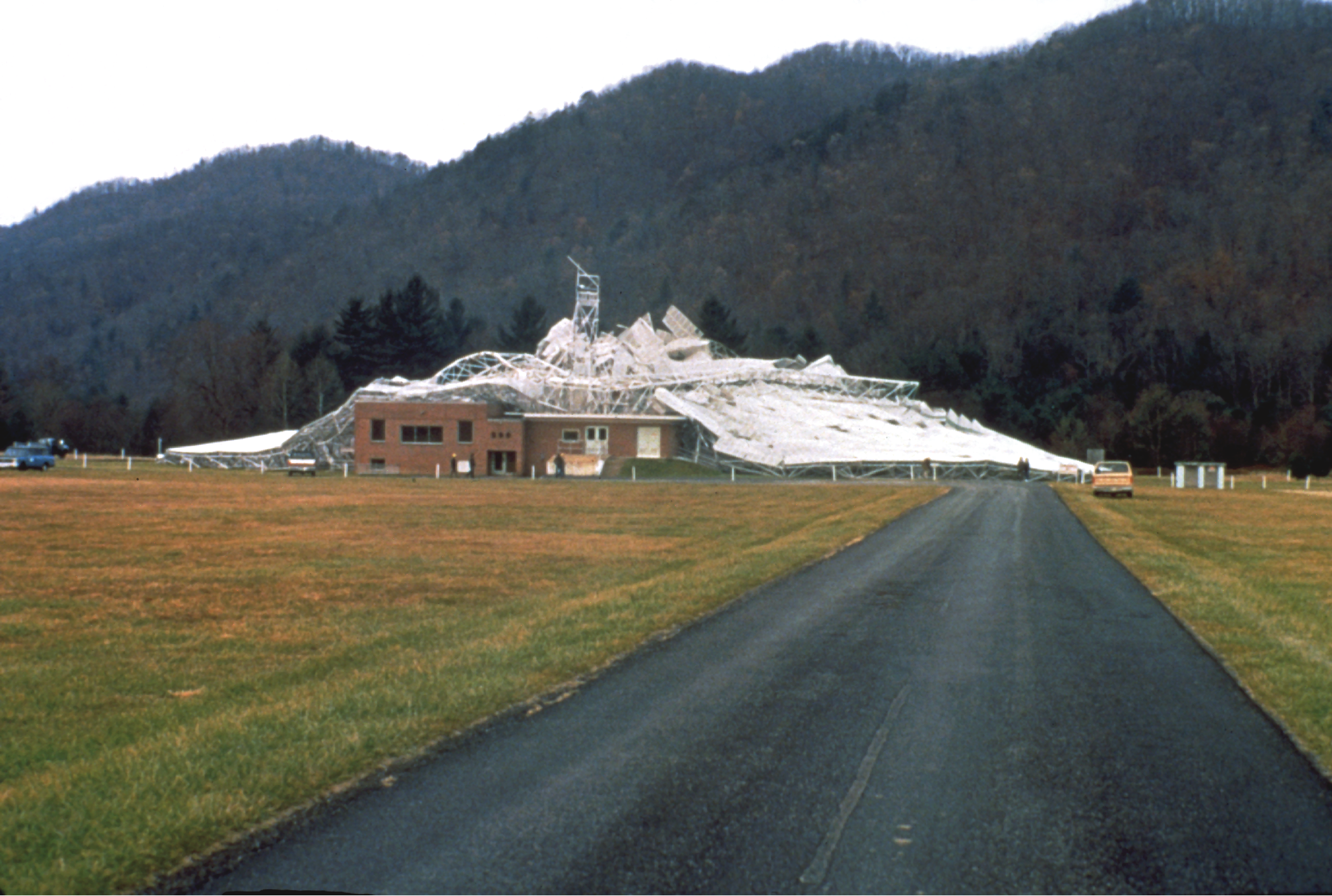
День після колапсу

- 300-футовий радіотелескоп — раптово зруйнувався в листопаді 1988 року через втрату вставної пластини[21][22]
- Інтерферометр Грін-Банк
- Радіотелескоп Ребера — визнаний національною історичною пам'яткою в 1989 році
- Радіотелескоп Говарда Тейтеля — використовувався в проєкті «Озма» в 1960 році, першому пошуку позаземного розуму за допомогою радіотелескопа[19][13]
- 45-футовий телескоп[19]